# Polycentropus ierapetra
Polycentropus ierapetra là một loài Trichoptera trong họ Polycentropodidae. Chúng phân bố ở miền Cổ bắc.